# Susan Moller Okin
Susan Moller Okin (Auckland, 19 de julio de 1946 - Lincoln, 3 de marzo de 2004) fue una filósofa política feminista liberal nacida en Nueva Zelanda y nacionalizada estadounidense, autora de numerosos artículos y libros sobre filosofía política feminista. Sostiene que la preocupación por la preservación de la diversidad cultural no debe eclipsar la naturaleza discriminatoria de los roles de género en muchas culturas minoritarias tradicionales.  Durante su carrera, recibió varias distinciones y premios por su trayectoria académica y sus obras.

## Biografía
Susan Moller Okin nació el 19 de julio de 1946 en Auckland, Nueva Zelanda, en el barrio rico de Remuera. Era la menor de tres hermanas. Su madre, neerlandesa, fue ama de casa a tiempo completo, como era la norma general en aquellos tiempos, mientras que su padre, de origen danés, trabajaba como contable en Holeproof Woolen Mills para mantener a la familia.
Susan asistió en sus primeras etapas formativas a la escuela primaria de Remuera, y a la Epsom Girls Grammar School en su etapa secundaria desde 1959 a 1963. Era una gran estudiante y recibió numerosos galardones y premios en ámbitos tan variados como idiomas, historia, música y arte. En sus últimos años en la Epsom Girls Grammar School, se le otorgó la Beca John Williamson, una beca destinada a apoyar a las niñas con excelente expediente académico a realizar estudios terciarios.
Tras graduarse con una licenciatura en historia de la Universidad de Auckland en 1966, recibió una beca para estudiar en la Universidad de Oxford (Somerville College). Allí completó un Master of Philosophy en política en 1970, antes de obtener un doctorado en Harvard en 1975. Durante los siguientes 15 años fue profesora en la Universidad de Brandeis, Massachusetts.
En 1990, se mudó a California, para asumir el puesto de profesora de Ética en la Sociedad y de Ciencias Políticas en la Universidad de Stanford, puesto que ocupó hasta su muerte en 2004. Entre 1993 y 1996 también fue directora en Stanford del Programa de Ética en la Sociedad de la Universidad. En el momento de su muerte, Okin estaba disfrutando de la beca de un año Marta S. Horner para profesores visitantes distinguidos, en el Instituto Radcliffe para Estudios Avanzados en la Universidad de Harvard.
En los últimos años, Okin había centrado su atención en la complejidad de abordar las cuestiones de género en un contexto multicultural. En su ensayo, ¿Es el multiculturalismo, malo para las mujeres?, se preguntó si existe un conflicto fundamental entre el compromiso con la igualdad de género y el deseo de respetar las costumbres de las culturas y religiones minoritarias. En el contexto de las demandas por el multiculturalismo, argumentó que no deberíamos otorgar derechos grupales que permitan prácticas opresivas, como la poligamia, el matrimonio forzado o la mutilación genital femenina.
Recibió algunas críticas por su insistencia en que los derechos de las mujeres debían ser respetados universalmente, a pesar de las preocupaciones sobre la diversidad cultural recibió críticas de quienes consideraban que estaba demasiado arraigada en el liberalismo occidental aunque también apoyos celebrando su mordaz defensa del igualitarismo. Okin había provocado un debate que llegó a ser visto como uno de los temas más polémicos e importantes de la teoría política contemporánea.
Recibió numerosos premios durante su carrera, incluyendo el premio de enseñanza Bing de Stanford (1994), el premio Victoria Schuck de la American Political Science Association por el mejor libro sobre mujeres y política (1989) y la medalla Allan V Cox por su excelente docencia en el fomento de la investigación en 2002.

## Temas de investigación

### Planteamientos críticos feministas sobre el liberalismo
Pese a ser una teórica y pensadora que se reconoce como feminista liberal, realiza una serie de planteamientos críticos a la teoría liberal. Por ello, su feminismo cuestiona algunos de los pilares básicos y fundamentales del liberalismo. Esta autora, al igual que muchas otras feministas liberales, han resignificado la idea de igualdad, extendiendo su alcance de tal modo que amenaza otros valores liberales y pone en discusión la propia estructura del liberalismo político. 
Susan Moller Okin va más allá de la concepción liberal tradicional del concepto de igualdad, así como del rol del estado, el cual según la teoría feminista liberal no debería tener únicamente un papel activo en la promoción de programas de acción positiva, sino que además debería hacer todo lo posible para que las mujeres ejerzan sus derechos básicos. En la medida en que existen diferencias materiales y simbólicas que constituyen desventajas claras entre ciertos grupos de personas, una política pública justa requeriría, la aplicación de un trato diferenciado y no de un principio estricto de igualdad.

### La percepción de la mujer en la filosofía política
Su interés estaba centrado en la teoría de la realidad y, en este aspecto, su afirmación intelectual clave era que las cuestiones de género debían ser centrales y no, como en general había sido el caso, periféricas a la teoría política. Realiza un análisis de la visión tradicionalista de la mujer en la historia, desde Grecia y autores clásicos como Hesíodo y Homero, hasta autores contemporáneos como Mill o Rousseau. Se pregunta si ‘la tradición existente de la filosofía política puede sostener la inclusión de las mujeres en su tema [en los mismos términos que los hombres] y, si no, ¿por qué no? ". Se basa en la idea funcionalista de la mujer en tanto como instrumento reproductor y cuidadora del hogar.

### Las teorías modernas de la justicia
Según Okin, la teoría política tradicional se ha escrito desde una perspectiva predominantemente masculina. Una de sus principales preocupaciones era la forma en que los valores sexistas continúan reproduciéndose y promulgando a través de la socialización de los niños en el entorno familiar, y en general generando una desigualdad institucionalizada entre hombres y mujeres mediante el concepto de familia.

### El multiculturalismo y el feminismo
Sostiene que la preocupación por la preservación de la diversidad cultural no debe eclipsar la naturaleza discriminatoria de los roles de género en muchas culturas minoritarias tradicionales, que, como mínimo, la "cultura" no debe usarse como excusa para hacer retroceder el movimiento por los derechos de las mujeres.
Afirma que los defensores de los derechos de grupo no aprecian las diferencias que existen entre sus miembros y, ligado a esto, no ponen ninguna atención a la esfera privada. Esta es la razón por la cual las conexiones entre cultura y género permanecen opacas. Sin embargo, la esfera personal, la vida sexual, la vida reproductiva, funcionan como epicentro de las prácticas y roles culturales.

## Obras principales

### Mujeres en el Pensamiento Político Occidental(1979)
En esta obra detalla la historia de las percepciones de las mujeres en la filosofía política occidental. En este primer libro examinó las teorías clásicas de Platón, Aristóteles y Rousseau, y la percepción y el papel de la mujer en ellas.
Antes de analizar la perspectiva de Platón sobre la mujer, analiza y debate sobre la visión tradicionalista griega sobre las mujeres, y como este pensamiento influyó en toda la teoría política posterior. Por ello, en primer lugar, y analizando las obras de Hesíodo, Los trabajos y los días y en Teogonía, se puede ver como se considera a la mujer como una fuente de mal, un castigo eterno para los hombres, aunque también, un mal necesario que puede llegar a ser útil para realizar las tareas del hogar. Hesíodo no solo le da un lugar fijo a la mujer, como esposa en el hogar, sino que además la enumera como una de las propiedades básicas que debe tener un hombre. La autora también encuentra esta idea funcionalista de la mujer en las épicas homéricas, donde, en La Ilíada, las mujeres generalmente provocan celos y sentimientos bélicos, o son parte del botín de guerra, junto a animales y esclavos.
En La República, Platón anuncia un Estado ideal, en el que se abolirán tanto la propiedad privada como los intereses individuales. En este Estado, se introduce la clase de los guardianes, en la que se elimina en concepto de familia y se iguala por lo tanto la posición entre hombres y mujeres. La consecuencia más significativa de esta implementación en un único grupo familiar es su efecto en el papel de las mujeres en la sociedad. En esta, ya no existen los conceptos de matrimonio, madre y esposa, ya que todos los guardianes se reparten las funciones de crianza de los niños y las del cuidado del hogar.
Por ello, en el libro V se admite a las mujeres en la clase de las guardianes, y al final del libro VII se reconoce la posibilidad de que existan filósofas gobernantes, sin embargo, esta aceptación de las mujeres en las actividades masculinas viene dada más por un criterio utilitarista de eliminar la esfera privada.
Sin embargo, en Las Leyes, Platón vuelve a instaurar el concepto de familia patriarcal en su teoría, devolviéndolo a su papel central en la polis. Este hecho, renueva la vigencia de las leyes matrimoniales así como las de herencia, en la que las mujeres no tienen espacio y, por ende, se vuelve a estipular una clara desigualdad entre los sexos. Por ejemplo en este caso, las mujeres son dadas en matrimonio en un traspaso de propiedad entre padre y marido, no podrán poseer bienes privados y por ello no tendrán derechos a ser herederas de los bienes familiares.
A través del análisis de Okin encontramos como la obra de Platón es contradictoria en su percepción de la mujer. En un primer momento, se cuestiona las tradiciones y costumbres de la época y se logra, aunque sea únicamente para la clase de los guardianes, colocar a la mujer en un lugar similar al del hombre. Sin embargo, esta libertad de la mujer que se plantea en la La República se contradice claramente con la teoría que estipula en Las Leyes, en la que se vuelve a instaurar la categoría de familia. Por ello, las objeciones de Platón quedan relegados a intenciones, sin que se pueda ver una aplicación práctica.
En segundo lugar, podemos ver como mediante el análisis de la obra de Aristóteles, este autor niega de manera directa las cualidades humanas tanto a esclavos como a mujeres. El lugar que este asigna a la mujer en la polis esta fuertemente relacionado y condicionado con la naturaleza del cuerpo en tanto como reproductora material del ser humano. Es decir, según Aristóteles, por naturaleza, la mujer es la responsable de la reproducción del ser humano y, después de esto, debe mantenerse en el interior del hogar para asegurarse que se cumpla no solo la reproducción material del ser humano, si no que también la intelectual. Por ello, la virtud de la mujer consiste en cumplir como instrumento de felicidad para aquel ser superior a ella, el hombre.
Por último, en su obra Emilio, o de la Educación, Rousseau describe en detalle el equilibrio e interrelación mutua entre los ámbitos y entre las funciones de los hombres y las mujeres. Afirma que el ámbito político es un ámbito masculino y que las mujeres deben participar en ella solo muy indirectamente, ya que sus vínculos afectivos obstaculizan o impiden su participación en la “voluntad general”, la cual considera necesaria para la participación en la esfera pública, especialmente, en la formación de las leyes.
Según la autora, la causa de que las mujeres continúen siendo tratadas como ciudadanas de segunda radica en que la mujer ha sido pensada casi siempre desde una perspectiva funcionalista. Estas teorías han afectado de tal manera en el pensamiento político posterior que es una visión actual arraigada en la sociedad ya que ninguno de estos autores clásicos puede pensar en la mujer más allá del ámbito privado y como madres, esposas o amas de casa.

### Justicia, Género y Familia(1989)
En esta obra, Susan Moller Okin critica las teorías modernas de la justicia de Rawls, Nozick, MacIntyre y Walzer ya que, según la autora, estos teóricos escriben desde una perspectiva masculina la cual asume de manera errónea que la institución de la familia es justa. Según la teoría de Okin, para que una teoría de la justicia sea completa, se debe incluir a las mujeres y se debe abordar las desigualdades de género que todavía hoy en día prevalecen activas. Por ello, hace una reinterpretación feminista de estas obras.
Básicamente, examina cómo se ignora a las mujeres en la filosofía política contemporánea, el género en la igualdad y la injusticia dentro de la familia. Señala que no es suficiente el uso de un lenguaje neutral al género en la filosofía. Estos cambios en el lenguaje ayudan a descubrir el sesgo masculino predominante en gran parte de nuestro pensamiento actual y tradicional. Gran parte de  esta obra se dedica a exponer la forma en que los filósofos políticos contemporáneos no toman en cuenta las diferencias sexuales, a pesar de su uso de un lenguaje neutral al género. Además, este uso del lenguaje, puede no tener una mayor inclusión de la mujer, sino más bien todo lo contrario: la invisibilidad de la diferencia de oportunidades entre los sexos. Este hecho implica invisibilizar todos aquello que obstaculiza la inclusión de las mujeres.

Después de proporcionar una serie de desigualdades clara entre hombres y mujeres que persisten todavía hoy en las sociedades contemporáneas tales como menor remuneración por el mismo trabajo, feminización de la pobreza o la desigual representación en instituciones políticas o puestos gerenciales, Okin afirma:
“Subyaciendo y entrelazada a todas estas desigualdades está la distribución desigual del trabajo no remunerado de la familia”. (1989: 3-4)
El mensaje de la obra es claro, mientras no exista justicia e igualdad en el interior de las familias, es imposible que exista justicia entre los sexos en el resto de esferas, como la económica y la política. Este hecho es el que lleva a la autora a afirmar que una distribución equitativa de las tareas y responsabilidades familiares en el hogar es la gran revolución pendiente de la sociedad.
También hace hincapié en como el concepto tradicional de familia ha cambiado, dando paso a nuevas unidades familiares. Considera que las relaciones familiares deben considerarse políticas en algunos aspectos, sobre todo en aquellos aspectos diferenciados del modelo tradicional de familia como podría ser una regulación de los derechos de las familias cuyos padres son personas del mismo sexo (en lo que se refiere el derecho al matrimonio, a la cobertura legal de la pareja y de los hijos) o de las familias monoparentales (en lo que se refiere a ayudas económicas y sociales para poder compatibilizar la crianza con el trabajo) es esencial desde el punto de vista de la justicia social.

### ¿Es el multiculturalismo malo para las Mujeres?(1999)
De todas su obras, este último libro fue la más controvertida y la que generó más elogios, importantes debates y críticas. Aquí la autora afronta el problema que aparece cuando diversas culturas, religiones y etnias minoritarias realizan reclamos en forma de derechos especiales de grupo, los cuales entran en conflicto con los principios de igualdad básicos que rigen los Estados liberales. Mediante ejemplos relacionados con el uso del burka o a la práctica de la poligamia, pone de relieve la tensión que surge entre el  feminismo y multiculturalismo, posicionándose de modo claro desde el argumento que los derechos diferenciados de grupo, es decir, la defensa cultural, no debe bajo ninguna circunstancia, vulnerar los derechos individuales de los miembros de dicha comunidad.
Susan Moller Okin argumenta que las minorías no deben recibir apoyo especial de sus gobierno si, al hacerlo, pueden perpetuar prácticas dañinas tales como el matrimonio infantil o la circuncisión femenina. Sostiene que se debe alentar a las mujeres de culturas minoritarias a asimilarse, es decir, perder su identidad cultural heredada para que se ajuste más fácilmente a la sociedad liberal más amplia en la que el estado al menos protege la igualdad de derechos humanos de todos. 
Otra de las conexiones que destaca la autora es que la mayoría de las culturas han tenido como uno de sus principales propósitos el control de las mujeres. En este sentido, analiza los mitos fundacionales de Grecia y Roma, así como del judaísmo, el cristianismo y el islam, con sus narrativas puestas al servicio de justificar la subordinación femenina, repasando así una cantidad de costumbres culturales cuyo objetivo es el control de los cuerpos, la sexualidad y la reproducción de las mujeres.
Además, sostiene que una gran cantidad de normas y prácticas culturales son discriminatorias por sexo. Busca demostrar cómo el compromiso feminista liberal con la igualdad de género a menudo implica rechazar los reclamos de independencia cultural. Okin cita la poligamia, el matrimonio forzado, la mutilación genital femenina, castigar a las mujeres por ser violadas y el acceso diferencial de mujeres y hombres a la educación y la atención médica como prácticas que violan los derechos de las mujeres en muchas partes del mundo; y sostiene que, para muchas mujeres de origen no occidental, vivir en una cultura liberal protegería mejor sus derechos humanos.
Pero las feministas liberales no están totalmente equivocadas: muchas demandas de derechos especiales están motivadas por el deseo de los grupos culturales de preservar sus redes de parentesco, y por lo tanto las reglas relativas al matrimonio y el divorcio, que consideran cruciales para su supervivencia colectiva. Para algunas minorías, el derecho liberal a elegir a su pareja matrimonial parece libremente amenazador, ya que podría resultar en una mezcla de grupos y, por lo tanto, en una pérdida de la identidad cultural. Además, a menudo se piensa que es particularmente amenazante si las mujeres se casan fuera del grupo. Esto se debe al papel tradicional de las mujeres como reproductores de la cultura, no solo en términos de su capacidad de maternidad, sino también porque típicamente educan a los niños y mantienen el hogar.
El argumento principal es que los Estados no deberían actuar para preservar culturas que contengan prácticas patriarcales. Todas las culturas han tenido un pasado patriarcal, pero algunas se han alejado más de él que otras, el problema es que las comunidades minoritarias a menudo exigen derechos especiales, particularmente en relación con el matrimonio, el divorcio o la reproducción, de tal manera que a menudo limitan las libertades de los miembros femeninos. Esta es la razón por la cual Okin afirma que el multiculturalismo a menudo puede ser perjudicial para las mujeres, y que las mujeres pertenecientes a minorías se enfrentan a una opción entre permanecer en sus culturas o asimilarse y garantizar  así el respeto de sus derechos básicos.

## Críticas
El mayor número de críticas están relacionadas con su teoría del multiculturalismo:
- Es acusada de situar a las mujeres en una posición contraria a la cultura y de tratar a todas las culturas no-occidentales de manera simple y peyorativa, viendo de manera general a las culturas y etnias minoritarias homogéneamente.
- Es objeto de controversia en su obra el no reconocimiento de ningún tipo de agencia a las mujeres pertenecientes a culturas o etnias minoritarias, al mismo tiempo que tiende a esencializar la categoría de la mujer ya que, en las diversas diferencias que hay aquí no se tienen en cuenta. El planteamiento de la obra viene dado desde un punto de vista de mujer perteneciente a la raza blanca, racional, libre y occidental.[5]
- Distintos autores la acusan de mantener una postura que no cuestiona el feminismo liberal. Según estos, Moller Okin hace defensa de un feminismo liberal occidental con valores universales y autoevidentes.[10][11]

## Obras seleccionadas

### Libros
- Women in Western Political Thought, Princeton University Press (1979)
- Justice, gender, and the family. Vol. 171. New York: Basic books (1989)
- Feminism (3 Vols.), Edward Elgar Publishing (1994) con J. Mansbridge.
- Is Multiculturalism Bad for Women? Princeton University Press (1999)

### Artículos y capítulos de libros
- "Philosopher  and Private Wives: Plato on Women and the Family," Philosophy and Public Affairs, Vo1.6, No.4, 1977, 345-369.
- "Rousseau's Natural Woman," The Journal of Politics, Vol 41, No. 2, 1979, 393-416.
- "Women and the Making of the Sentimental Family: The Reflection of Social Change in Political Theory," Philosophy and Public Affairs, Vol. 11, No. 1, 1982, 65-88.
- "Are our Theories of Justice Gender Neutral?" en Robert K. Fullinwider y Claudia Mills, eds., The Moral Foundations of Civil Rights Littlefield, 1986,125-143.
- John Stuart Mill's The Subjection of Women, edición e introducción por Susan Moller Okin (Indianapolis: Hackett Publishing Co., 1988).
- "Reason and Feeling in Thinking about Justice," Ethics, Vol. 99, No. 2, enero de 1989, 229-49.
- "Humanist Liberalism," en Liberalism and the Moral Life, ed. Nancy L. Rosenblum (Cambridge: Harvard University Press, 1989), 39-53.
- "Thinking Like a Woman," en Theoretical Perspectives on Sexual Difference, ed. Deborah Rhode (New Haven: Yale University Press, 1990), 145-59.
- "Feminism, the Individual and Contract Theory," Ethics, Vol. 100, No. 3, abril de 1990.
- "Gender, the Public and the Private," en Political Theory Today, ed. David Held (Oxford: Blackwell, Polity Press, 1991), 67-90.
- "Sexual Difference, Feminism, and the Law," Law and Social Inquiry, Vol. l6, No. 3, 1991, 553-573.
- "Women, Equality, and Citizenship", Queen's Quarterly, Vol. 99, No. 1, (1992), 56-71.
- "Feminism" (con Jane Mansbridge) en The Blackwell, Companion to Contemporary Political Philosophy, ed. Robert E. Goodin y Philip Pettit (Oxford: Basil Blackwell, 1993), 269-290.
- "Gender Inequality and Cultural Differences", Political Theory Vol. 22, No. 1 (febrero de 1994), 5-24.
- "Gender and Political Equality," en Herlinde Pauer-Studer (ed.), Norms, Values and Society (Dordrecht: Kluwer, 1994), 73-91.
- "Political Liberalism, Justice, and Gender," Ethics Vol. 105, No. 1 (octubre de 1994), 23-43.
- "Gender and Relativism in Recent Feminist Historical Scholarship," The  Journal of History (octubre de 1995), 211-25.
- "Feminism, Moral Development, and the Virtues," en Roger Crisp (ed.), How Should One Live? Essays on the Virtues(Oxford: Oxford University Press, 1996), 211-229.
- "Families and Feminist Theory," en Hilde Nelson (ed.), Feminism and Families (N.Y.: Routledge, 1997), 13-26.
- "Is Multiculturalism Good for Women?" y "Response," Review 22, 5 (octubre/noviembre de 1997), 25-28 y 40.
- "Feminism and Multiculturalism: Some Tensions,"Ethics 108, 4 (julio de 1998), 661-684.
- "Recognising Women's Rights as Human Rights," American Philosophical Association Newsletter on Philosophy and Law  97, 2 (1998), 99-102.
- "Feminism, Women's Human Rights, and Cultural Differences,"Hypatia: Journal of Feminist Philosophy, Special Issue entitled Border Crossings: Multicultural and Post- colonial Challenges to Philosophy (1998), 32-52.
- "Feminist Social Criticism and the International Movement for Women's Rights as Human Rights," (con Brooke Ackerly) en Ian Shapiro y Casiano Hacker-Cordon (eds), Democracy's Edges (Cambridge: Cambridge University Press).
- "Families and schools as compensating agents in moral development for a multicultural society," (con Rob Reich)  Journal of Moral Education 28, 3 (1999), 283-298.